# Villalbín
Villalbín es una de las ciudades del departamento de Ñeembucú, ubicada  a 60 kilómetros  al sur de la capital Pilar. Es una de las ciudades menos conocidas del país, como casi el resto de las ciudades del sur de Ñeembucú, teniendo una población mayormente femenina. Sus pobladores son principalmente descendientes de su fundador Francisco Pablo Villalba, provenientes en su mayoría de la región del litoral argentino que han ido emigrando a lo largo del tiempo.
Posee colegios, escuelas, santuarios y la particularidad de tener las calles principales con hormigones como la mayoría de las ciudades del departamento de Ñeembucú.Es una ciudad muy cálida y hermosa cuenta con muchas historias